# 小行星7055
小行星7055（英語：7055）是一颗围绕太阳公转的小行星。1989年5月31日，亨利·E·霍爾特在帕洛马山发现了此天体。
这颗小行星的绝对星等为241.5261278084765等。